# Limberg Gutiérrez
Limberg Gutiérrez Mariscal (Santa Cruz de la Sierra, 19 de noviembre de 1977) es un exfutbolista boliviano. Se desempeñaba en la posición de centrocampista y su último equipo fue Blooming en 2016. Fue miembro de la Selección boliviana que participó en la Copa América 2004. Los clubes donde se destacó fueron Blooming, Bolívar de Bolivia, además del Nacional de Uruguay.

## Selección nacional
En la Copa América 1997 desarrollada en Bolivia, la selección boliviana integró el grupo B junto a Uruguay, Perú y Venezuela. El primer partido, ante Venezuela, acabó con victoria 1:0, Gutiérrez jugó hasta el minuto 66'. En el encuentro ante Perú el bomba remplazó a su compañero Coimbra al minuto 59', el partido terminó con victoria 2:0. En el último partido de la primera fase, Bolivia venció 1:0 a Uruguay y se clasificó a los cuartos de final, Gutiérrez no disputó este encuentro.
En la Copa FIFA Confederaciones 1999 que se desarrolló en México, la selección boliviana íntegro el grupo A juntó a México, Arabia Saudita y Egipto. Gutiérrez convirtió un gol en el empate 2:2 ante Egipto.

### Participaciones enCopa América
| Copa                   | Sede                   | Resultado              | Partidos | Goles |
| ---------------------- | ---------------------- | ---------------------- | -------- | ----- |
| Copa América 1997      | Bolivia                | Subcampeón             | 2        | 0     |
| Copa América 1999      | Paraguay               | Primera fase           | 3        | 0     |
| Copa América 2001      | Colombia               | Primera fase           | 3        | 0     |
| Copa América 2004      | Perú                   | Primera fase           | 3        | 0     |
| Total en Copas América | Total en Copas América | Total en Copas América | 11       | 0     |

### Participaciones enCopa FIFA Confederaciones
| Copa                           | Sede                           | Resultado                      | Partidos | Goles |
| ------------------------------ | ------------------------------ | ------------------------------ | -------- | ----- |
| Copa Confederaciones 1999      | México                         | Primera fase                   | 3        | 1     |
| Total en Copas Confederaciones | Total en Copas Confederaciones | Total en Copas Confederaciones | 3        | 1     |

## Clubes
| Club                      | País    | Año         |
| ------------------------- | ------- | ----------- |
| Universidad de Santa Cruz | Bolivia | 1996 - 1997 |
| Blooming                  | Bolivia | 1998 - 2000 |
| Nacional                  | Uruguay | 2001        |
| Blooming                  | Bolivia | 2002        |
| Bolívar                   | Bolivia | 2003 - 2006 |
| Blooming                  | Bolivia | 2007        |
| Oriente Petrolero         | Bolivia | 2008        |
| The Strongest             | Bolivia | 2009 - 2010 |
| Blooming                  | Bolivia | 2011        |
| Siliguri FC               | India   | 2012        |
| Sport Boys Warnes         | Bolivia | 2014        |

## Palmarés

### Títulos nacionales
| Título             | Club     | Año     |
| ------------------ | -------- | ------- |
| Copa Simón Bolívar | Blooming | 1996    |
| Primera División   | Blooming | 1998    |
| Primera División   | Blooming | 1999    |
| Primera División   | Nacional | 2001    |
| Primera División   | Bolívar  | 2004-A  |
| Primera División   | Bolívar  | 2005-AD |
| Primera División   | Bolívar  | 2006-C  |

### Torneos cortos
| Título          | Club     | País    | Año  |
| --------------- | -------- | ------- | ---- |
| Torneo Clausura | Nacional | Uruguay | 2001 |

### Distinciones individuales
| Distinción                                         | Año  |
| -------------------------------------------------- | ---- |
| Premio Mayor como mejor jugador en la temporada de | 1999 |

## Características
Entre las habilidades de Gutiérrez, destacaba su potencia al disparar al arco gracias a su buen remate de larga distancia los que le valió el apodo de El bomba.
En cuanto a los tiros libres, perfeccionó su técnica de disparar al arco con mucha potencia logrando una gran cantidad de goles.